# Jonny Nilsson
Erling Martin Jonny Nilsson (ur. 9 lutego 1943 w Göteborgu, zm. 22 czerwca 2022 w Hindås) – szwedzki łyżwiarz szybki, mistrz olimpijski i dwukrotny medalista mistrzostw świata.

## Kariera
Specjalizował się w długich dystansach. Pierwszy sukces w karierze osiągnął w 1963 roku, kiedy zwyciężył podczas 57. Mistrzostw Świata w Wieloboju w Karuizawie (Japonia). Rok później, podczas IX Zimowych Igrzysk Olimpijskich w Innsbrucku zdobył złoty medal i tytuł mistrza olimpijskiego na dystansie 10 000 m] wyprzedzając dwóch Norwegów: Freda Antona Maiera i Knuta Johannesena. Podczas tych samych igrzysk wystartował także na dwukrotnie krótszym dystansie, zajmując szóstą pozycję. Podczas rozgrywanych cztery lata później X Zimowych Igrzysk Olimpijskich w Grenoble zajął szóste miejsce na dystansie 10 000 m i siódme w biegu na dystansie 5000 m. Ostatni medal w karierze wywalczył podczas 60. Mistrzostw Świata w Wieloboju w Göteborgu, gdzie zajął trzecie miejsce. W zawodach tych wyprzedzili go tylko dwaj Holendrzy: Kees Verkerk i Ard Schenk. Był też blisko podium podczas rozgrywanych w 1965 roku 59. Mistrzostwa Świata w Wieloboju w Oslo oraz 63. Mistrzostw Europy w Wieloboju w Deventer, jednak ostatecznie rywalizację zakończył na czwartym miejscu. Jonny Nilsson zdobył 17 tytułów mistrza Szwecji: w wieloboju w latach 1964-1967, na 1500 m w latach 1966 i 1967, na 5000 m w latach 1962-1966 oraz na 10 000 m w latach 1963-1968.
W 1963 roku został uhonorowany Svenska Dagbladets guldmedalj, a rok wcześniej otrzymał Nagrodę Oscara Mathisena. Ustanowił pięć rekordów świata.
Po zakończeniu kariery zawodniczej zajął się polityką. Z ramienia Kristdemokraterny brał udział w wyborach do Parlamentu Europejskiego, lecz nie uzyskał wystarczającej liczby głosów.

### Mistrzostwa świata
- Mistrzostwa świata w wieloboju
  - złoto – 1963
  - brąz – 1966